# Luis Vizcaíno
Luis Vizcaíno, né le 6 août 1974 à Baní en République dominicaine, est un joueur dominicain de baseball évoluant dans la Ligue majeure de baseball de 1999 à 2009. Ce lanceur de relève a remporté les Séries mondiales en 2005 avec les White Sox de Chicago.

## Carrière
Luis Vizcaíno est recruté comme agent libre amateur en 1994 par les Athletics d'Oakland. Il débute en Ligue majeure le 23 juillet 1999.
Ce lanceur de relève a remporté les Séries mondiales en 2005 avec les White Sox de Chicago.
Échangé aux Cubs de Chicago contre Jason Marquis le 8 janvier 2009, Vizcaíno joue 4 matches sous les couleurs des Cubs avant d'être transféré chez les Indians de Cleveland le 14 mai 2009. Il est remercié le 30 juin 2009.